# ان‌جی‌سی ۷۱۲۹
ان‌جی‌سی ۷۱۲۹ یک خوشه ستاره‌ای باز است که همراه یک سحابی بازتابی قرار گرفته است این مجموعه در صورت فلکی قیفاووس قرار دارند.

## نگارخانه

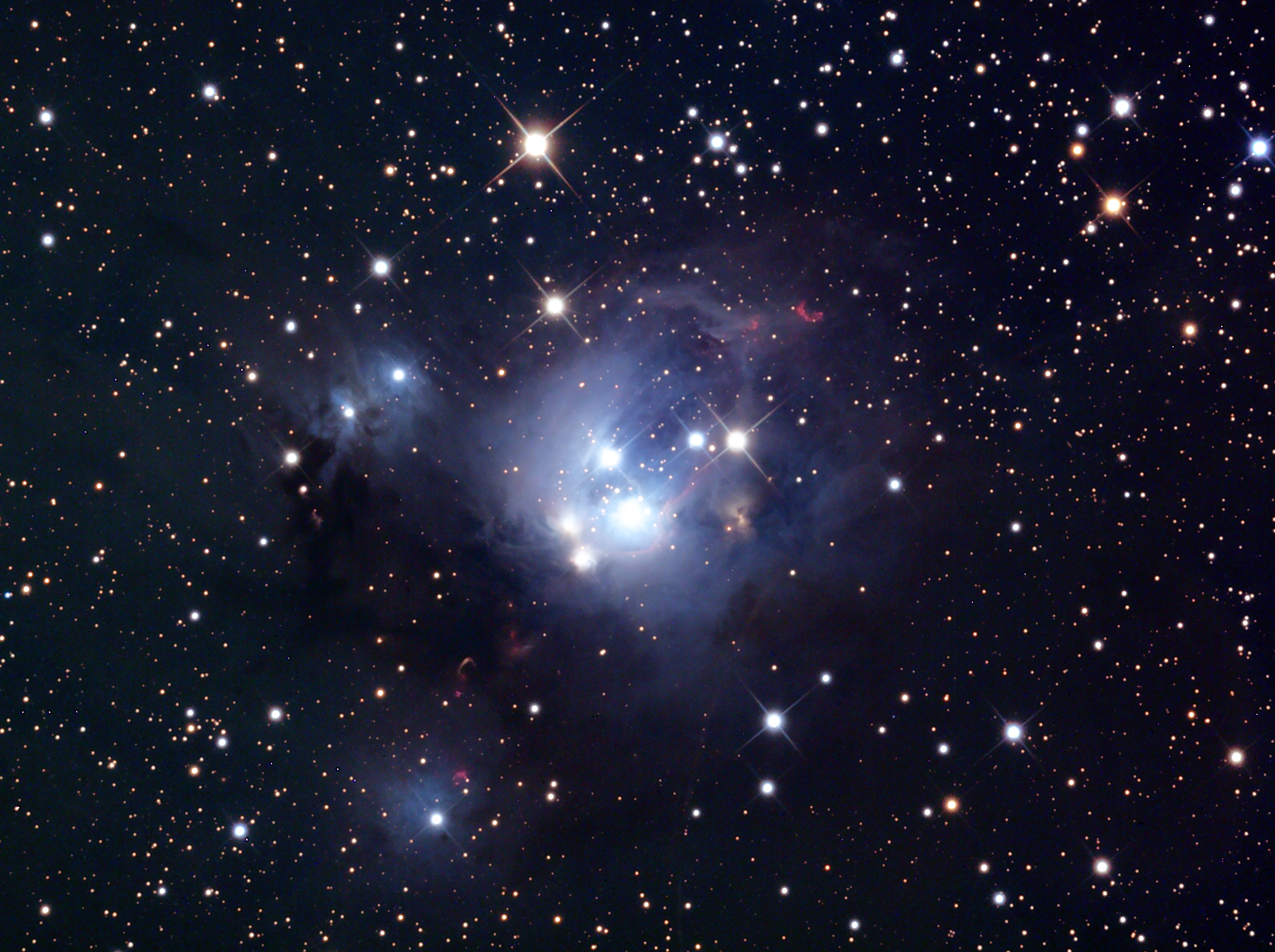